# 高知県公安委員会
高知県公安委員会（こうちけんこうあんいいんかい）は、高知県警察を管理するため高知県知事所轄の下に設置される行政委員会である。3人の委員で構成される。所在地は高知市丸ノ内二丁目4番30号である。

## 委員
高知県は政令指定都市を包括しないため、3人の委員で構成される。
以下は2022年7月23日現在。
- 委員長
  - 小田切泰禎[2]
- 委員
  - 刈谷敏久[2]
  - 古谷純代[2]

## 下部組織
- 高知県警察